# 551390 Thomaskessler
551390 Thomaskessler este o planetă minoră (asteroid) din centura de asteroizi. A fost descoperită pe 6 februarie 2013 la  de Jost Jahn⁠(d). 
Obiectul prezintă o orbită caracterizată de o semiaxă mare de 2,6045491454211 UAi, o excentricitate de 0,18619006652645, o înclinație de 13,797110829476 ° în raport cu ecliptica.